# Nicola Conte

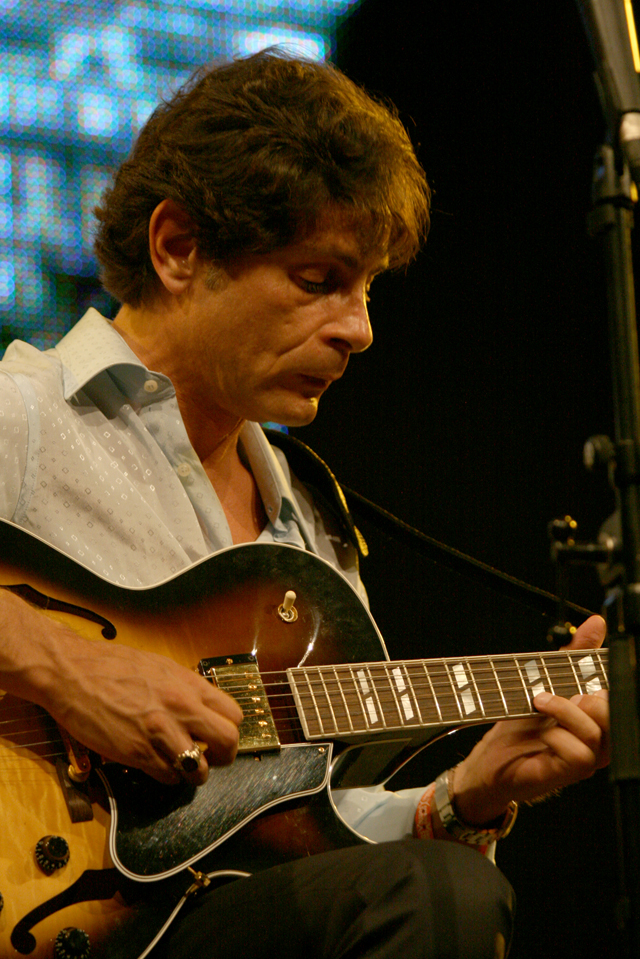
Nicola Conte en 2008.

Nicola Conte (Bari) es un DJ y productor italiano, conocido por su innovador estilo de acid jazz que incorpora temas de bossa nova, banda sonoras de películas italianas de la década de 1960, easy listening y música étnica India.
Conte, músico de formación clásica, es el cerebro de un colectivo de renovadores del acid jazz llamado "Colectivo de Fez", con base en la ciudad italiana de Bari; y de Schema, compañía de discos con la que promueve la singular aproximación italiana al acid jazz. 
Su primer álbum fue Jet Sounds en el año 2000. El sencillo "Bossa Per Due" obtuvo reconocimiento internacional, convirtiéndose en un éxito dentro del ámbito independiente y siendo utilizado casi inmediatamente para un anuncio de la marca automovilística Acura. El álbum fue distribuido en Estados Unidos por la discográfica de Thievery Corporation, Eighteenth Street Lounge (ESL) en el verano de 2001, retitulado como Bossa Per Due,, siendo una versión ligeramente reconfigurada de la italiana. A este disco le siguieron Jet Sounds Revisited, con remezclas del primer disco, a finales de 2002. Dos años después, la subsidiaria francesa de Blue Note publicó su siguiente álbum, Other Directions. En 2008 edita su disco Rituals dentro del sello Schema.
Conte también ha producido álbumes de otros artistas tales como Rosalia De Souza y Paolo Achenza Trio.

## Discografía

### Álbumes
- Jet Sounds (2000)
- Bossa per Due (2001)
- Jet Sounds Revisited (2002)
- Other Directions (2004)
- Rituals (2008)

### Recopilaciones
- Viagem (2008) (Far Out Recordings)
- Viagem 2 (2009) (Far Out)